# Carlo Coccia
Carlo Coccia (ur. 14 kwietnia 1782 w Neapolu, zm. 13 kwietnia 1873 w Novarze) – włoski kompozytor.

## Życiorys
Studiował w Neapolu u Fedele Fenarolego i Giovanniego Paisiella. W latach 1806–1808 grał na fortepianie w prywatnej kapeli króla Neapolu Józefa Bonapartego. Między 1820 a 1823 rokiem przebywał w Lizbonie. W 1824 roku wyjechał do Londynu, gdzie dyrygował w King’s Theatre i wykładał w Royal Academy of Music. W 1827 roku wrócił do Włoch, w 1836 roku objął posadę inspektora śpiewu w Accademia Filarmonica w Turynie. W 1840 roku został kapelmistrzem w kościele San Gaudenzio w Novarze.
Skomponował 38 oper, w tym m.in. La verità nella bugia (wyst. Wenecja 1809), Maria Stuart, regina di Scozia (wyst. Londyn 1827), Enrico di Monfort (wyst. Mediolan 1831), Giovanna Il regina di Napoli (wyst. Neapol 1840). Ponadto tworzył kantaty, pieśni, utwory religijne i muzykę kameralną.